# 红宝石蛋糕店
红宝石蛋糕店，全称红宝石食品有限公司，是一家成立于1986年的西饼店连锁经营公司。该公司为中英合资经营，是上海食品行业最早的三资企业之一。

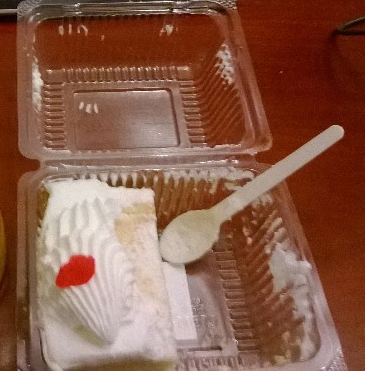
红宝石主打产品「鲜奶小方」

## 历史

### 创办背景
企业创办人之一的英籍华侨过秉忠早年毕业于上海圣约翰大学经济系，是中国围棋大师过惕生之孙，1960年代跟随其父亲移民英国，改革开放后返回中国进行投资。由于西方国家已十分常见的鲜奶油蛋糕在1980年代的中国仍然十分少见，中国则还以生产含有大量反式脂肪酸的人造奶油为主。于是过秉忠看准了商机，1986年在上海市静安区侨联的牵线搭桥下，以自然人投资者身份与上海市静安区粮食局、静安区侨联达成合作。以过秉忠、静安区粮食局各出资45%，静安区侨联出资10％的构架创办了中英合作红宝石食品有限公司，经营鲜奶蛋糕及其他西点。在经营管理上，制作西点的技术与设备由过秉忠负责从国外引进，而中方负责委派人员管理。

### 经营发展
1986年9月份，投资总额只有20万元人民币红宝石蛋糕在正式开业，主打产品为鲜奶蛋糕，也售卖其他西式糕点，英国驻上海总领事孟德惠（T. E. J. Mound）出席了开业仪式。1986年10月12日，英国女王伊丽莎白二世首次来华访问，受英国驻上海总领事馆委托，红宝石蛋糕店为女王定做的一个三层奶油蛋糕。
1987年，红宝石搬迁到了静安区粮油局所属的华山路375号，由于华山路兴建了希尔顿酒店、贵都饭店等涉外星级酒店，红宝石蛋糕店吸引了不少外籍人士，也为红宝石带来了固定的客源，使得该店在第一年就收回了所有投资。由于红宝石坚持使用动物鲜奶作为原料制作奶油，所以很快其主打产品「鲜奶小方」就凭借着良好的口感受到了民众的热捧与拥趸，良好的口碑使得红宝石蛋糕逐渐成为上海家喻户晓的西饼店。
1990年代初，红宝石蛋糕店也曾向中国的其他省市扩展，曾在北京、青岛、新疆、沈阳等不少城市开过分店，但因各种经营问题都在不长的时间内倒闭了（青岛分店转让给青岛市的国有企业经营，但仍保留“红宝石”品牌和原蛋糕种类）。此后，深知中国西饼行业竞争激烈的红宝石，一直以小企业自居并抱以谨慎的经营理念。红宝石蛋糕店在上海也仅有几十家分店，但凭借着鲜奶蛋糕打造出来的良好口碑，年销售量也超过了一亿元人民币。
2014年，上海首推食品安全红名单，红宝石蛋糕入选。2017年2月，上海市食药监局抽检1093批次，发现红宝石桂林路店的原味蛋糕等4批次糕点涉菌落总数等不合格。

## 关联项目
- 奶油小方
- 老大昌
- 凯司令
- 上海哈尔滨食品厂